# Immo von Gorze
Immo von Gorze, auch Immo von Reichenau, (* 10. Jahrhundert; † 11. Jahrhundert) war von 984 bis 1008 Abt der Abtei Gorze sowie Abt von Prüm (1003–1006) und Reichenau (1006–1008).

## Leben
Immo war von 984 bis 1006 Abt des Klosters Gorze. Dort hat ihn Bischof Milo von Minden besucht. Diesem schenkte er einige Reliquien des heiligen Gorgonius, woraufhin sich der Bischof von Minden mit der Übersendung der von Adalbert von Magdeburg verfassten Passio sancti Dorothei et Gorgonii bedankte. Immo war einer der bedeutendsten Reformäbte des 11. Jahrhunderts und wird als „ehrfurchtgebietender Asket“ beschrieben. Er hat den späteren Erzbischof Heribert von Köln, der einen Teil seiner Ausbildung im Kloster Gorze absolvierte, beeinflusst.
Von 1003 bis 1006 war Immo auch Abt von Prüm und übertrug die lothringische Klosterreform nach dort. Im Jahr 1006 setzte Heinrich II. Immo gegen den Willen der Mönche als Abt des Klosters Reichenau ein. Auch dort versuchte er mit großer Strenge die Grundsätze der lothringischen Klosterreform durchzusetzen. Mit der Verhängung von Fasten, körperlicher Züchtigung und Verbannung versuchte Immo seine Position durchzusetzen. Dies führte dazu, dass einige Mönche das Kloster verließen und dabei kostbare Bücher und Kirchenschätze mitnahmen.  Nur zwei Jahre nach der Ernennung gab Heinrich II. den Forderungen der Reichenauer Konventsmitglieder schließlich nach und ersetzte Immo im Kloster Reichenau durch Bern aus dem Kloster Prüm. Die unter Abt Immo begonnenen Instandsetzungsmaßnahmen am Reichenauer Münster, das durch einen Brand im Jahr 1006 schwer beschädigt worden war, konnten erst unter seinem Amtsnachfolger Bern abgeschlossen werden.